# قلعه‌بقورد
قلعه‌بقورد (به لاتین: Qəleybuğurd) یک منطقه مسکونی در جمهوری آذربایجان است که در شهرستان شماخی واقع شده است. قلعه‌بقورد ۸۰۷ نفر جمعیت دارد.